# NPO channel
NPO channel是一個台灣的公益議題募款平台，創立於2012年6月，是提供台灣非營利機構、企業、以及消費者可以互相支持的平台。發起人張幼霖，2015年以「社會平台」得到日本Good design award獎項。

## 成立背景
張幼霖長期關注台灣非營利組織的發展，自2005年期擔任喜憨兒基金會的行銷總監工作起，就試著讓非營利組織具備如商業組織一樣的服務或提供產品的水準，他尤其以網路為募款媒介感到興趣。2010年代，網路流行的服務從部落格轉移至社群網站，但普遍發現非營利組織的網路行銷並不理想，於是他開始思考如何架設公共的募款平台、提倡合法依照公益勸募條例進行善款募集的非營利組織運作方式，來改善台灣非營利組織收入不穩定的問題

## 待處理文獻
- 黃姿惠. . 2014-02  [2015-12-19].
- 張傳佳. . 2014-04-04  [2015-12-19]. （原始内容存档于2015-12-09）.
- 劉翰謙. . 2013-06-04  [2015-12-19]. （原始内容存档于2015-10-22）.
- 梁瓈月. . GRi草根影響力新視野. 2015-02-22  [2015-12-19]. （原始内容存档于2015-12-19）.
- . 中華民國經濟部中小企業處. 2014-09-15  [2015-12-19]. （原始内容存档于2015-12-19）.（註：這只是活動新聞稿，除非有報導NPO channel的資料，否則很難用在寫文章中。）
- 蘇金鳳. . 台中: 自由時報. 2014-08-06  [2015-12-19]. （原始内容存档于2015-12-19）.
- . 科技濃湯. 2014-01-14  [2015-12-19]. （原始内容存档于2015-12-19）.